# قتل در قانون ژاپن
قتل در قوانین ژاپن (به ژاپنی: 殺人, satsujin)، در قوانین ژاپنی زمانی است که کسی عمداً شخص دیگری را بدون توجیه می‌کشد.
جرم قتل در فصل بیست و ششم قانون جزایی ژاپن مشخص شده است. این مجازات پنج سال تا حبس ابد و با مجازات اعدام در صورت اثبات شرایط تشدیدکننده قابل مجازات است. تنها استثنا برای مجرمان نوجوان است زیرا حداقل سن برای مجازات اعدام در ژاپن ۱۸ سال است.

## قتل خشن
مجازات اعدام زمانی مجاز است که شرایط تشدید کننده توسط یک هیئت ۹ نفره متشکل از شش هیئت منصفه و سه قاضی حرفه ای ثابت شود. 
فهرست شرایط مشدد مجازات اعدام در صورتی است که قتل انجام شده باشد:
- همراه با یک یا چند قتل دیگر[۲][۳]
- با شکنجه قربانی[۲][۳]
- در حین انجام یک آدم‌ربایی
- در جریان ارتکاب یک دستبرد[۵]
- در حین انجام گروگان‌گیری گرفتن[۲][۳]
- در جریان یک عمل قیام
- طی یک عمل خیانت
- در جریان یک عمل جاسوسی
- طی یک عمل آتش‌افروزی
- در حین انجام خروج عمدی قطار از ریل یا غرق شدن کشتی
- در حین ارتکاب عمد مسمومیت آب
- در حین یک عمل تجاوز جنسی
- در حین انجام یک هواپیماربایی
- در حین انجام یک حادثه عمدی ناشی از سقوط عمدی هواپیما

در صورت عدم صدور حکم اعدام، قتل مشدد به حبس ابد محکوم می‌شود.